# Касавубу, Жозеф

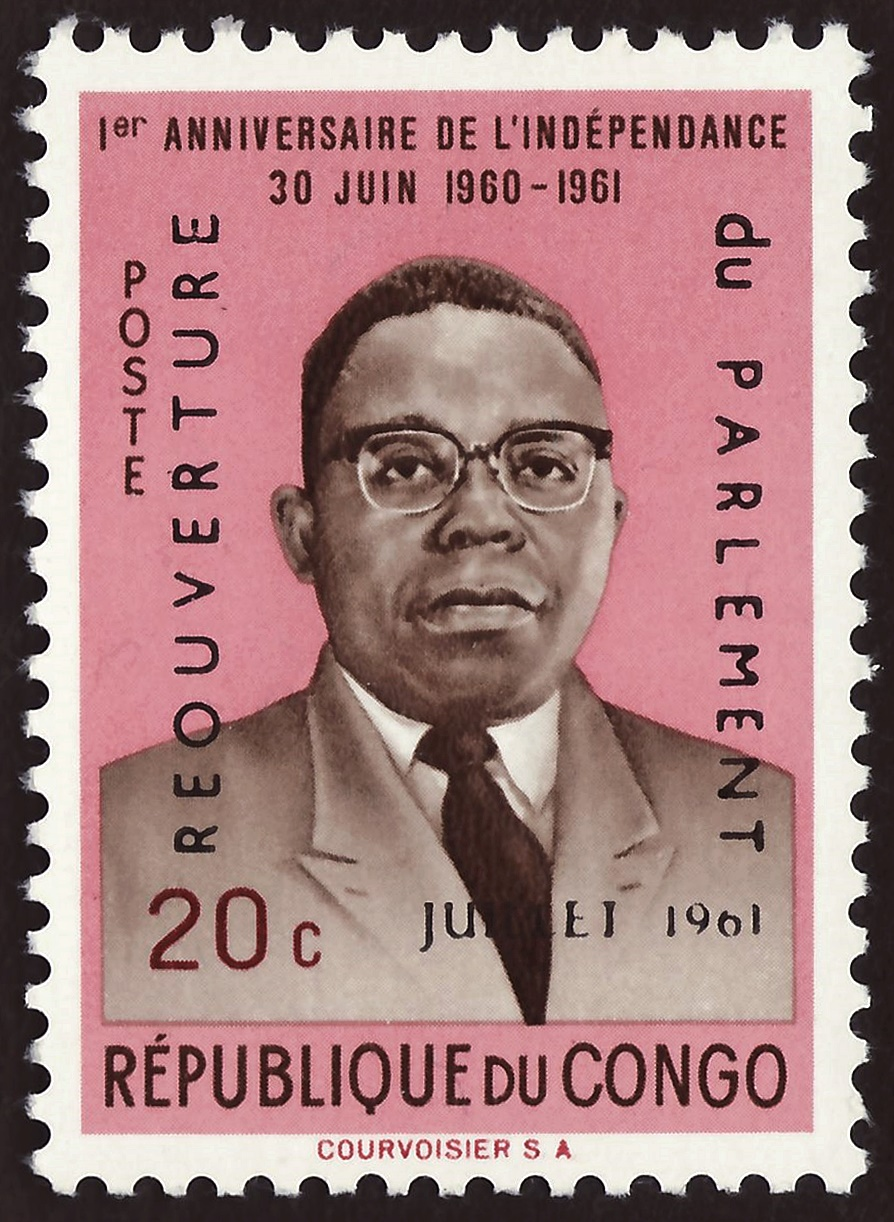
Почтовая марка ДР Конго, 1961

Жозе́ф Касавубу́, или Жозеф Каса-Вубу (фр. Joseph Kasa-Vubu; 1910 (по др. источникам 1913, 1915 или 1917), Тшела, Бельгийское Конго — 24 марта 1969, Бома, Демократическая Республика Конго) — первый президент Республики Конго (затем Демократическая Республика Конго, затем Заир, затем вновь Демократическая Республика Конго), после получения страной независимости от Бельгии 30 июня 1960 года.

## Биография
Жозеф Касавубу родился в городе Чела (другие данные — в деревне Кума-Дизи близ Леопольдвиля) в семье рабочего народности баконго. Получил образование в школах при католических миссиях,
в духовной семинарии, в 1940 году получил диплом учителя и затем два года работал преподавателем в средней школе. Отказавшись от карьеры педагога в 1941 году перешёл на службу в бельгийскую компанию «Агрифер», работал в других частных фирмах бухгалтером. В 1942 году поступил на работу в финансовую службу колониальной администрации, где занимал должность инспектора. С середины 1940 годов Касавубу входил в руководящие органы различных местных общественных организаций. В 1955 году стал одним из авторов «Манифеста АБАКО» и лидером ABAKO (фр. Alliance des Bakongo, Альянса Баконго), конголезской культурной и политической организации, бывшей одним из основных оппонентов бельгийской колониальной администрации. Касавубу был приверженцем идеи исключительности народа баконго, сохранения его традиций и усиления роли традиционных вождей. Он выдвигал идею возрождения средневекового государства Конго. В январе 1959 года, после массовых демонстраций в столице, вместе с другими лидерами национальной оппозиции был обвинён бельгийскими колониальными властями в организации мятежа и приговорён к нескольким месяцам тюрьмы, однако вскоре освобождён. В декабре 1959 года принимал участие в конференции политических партий Конго, требовавших немедленного предоставления стране независимости и был избран председателем конференции. К 1960 году был мэром Дандаля, одного из районов Леопольдвиля. В начале 1960 года — один из ведущих представителей Конго на Конференции круглого стола в Брюсселе, принявшей решение о провозглашении независимости Конго. На конференции выступал против создания централизованного государства. На парламентских выборах 11—25 мая 1960 года партия Касавубу получила всего 12 мест, уступив партии Патриса Лумумбы. Попытка создать правительственную коалицию во главе с Касавубу не удалась, однако 24 июня 1960 года Касавубу был избран парламентом первым президентом независимой Республики Конго. Сразу же после провозглашения независимости 30 июня 1960 года страна оказалась погружённой в гражданскую войну, центром которой стала богатая минеральными ресурсами провинция Катанга. Ситуация усугублялась конфликтом между консервативно настроенным президентом Касавубу и его премьер-министром Патрисом Лумумбой, имевшим левонационалистические взгляды. Открытое противостояние двух первых лиц государства вызвало паралич работы центрального правительства. В конечном итоге, 5 сентября 1960 года Касавубу и Лумумба объявили об отставке друг друга.
Неопределённость продолжалась до 14 сентября, пока командующий армией Жозеф Мобуту открыто не встал на сторону Касавубу. Лумумба, образовавший параллельное правительство в Стэнливиле на севере Конго, вскоре был схвачен сепаратистскими формированиями, действовавшими в южной провинции Катанга, и в январе 1961 года застрелен. Тем временем правительство Гизенги в Стэнливиле 21 марта 1961 года официально лишило Касавубу президентских полномочий за нарушения конституции.
Касавубу в течение следующих лет утверждал ряд правительств, работавших в условиях не прекращавшейся гражданской войны, и в конечном итоге был вынужден назначить премьером бывшего лидера сепаратистского движения в Катанге Моиза Чомбе, после того, как 26 ноября 1962 года объявил амнистию участникам сепаратистского движения.
25 ноября 1965 года Жозеф Мобуту вторично захватил власть, низложив на этот раз уже президента Касавубу и в дальнейшем был провозглашён главой государства, оставаясь им на протяжении следующих 30 с лишним лет. Касавубу был сослан на свою ферму близ Бомы в Нижнем Конго, где лишённый средств и медицинской помощи скончался спустя 3 с половиной года, 24 марта 1969 года. Позднее на его могиле построили мавзолей и открыли памятник.